# Stazione di Calalzo paese-Marmarole
Stazione di Calalzo paese-Marmarole 1964-ben bezárt vasútállomás Olaszországban, Veneto régióban, Calalzo di Cadore településen.

## Vasútvonalak
Az állomást az alábbi vasútvonalak érintették:
- Dolomit-vasút

## Kapcsolódó állomások
A vasútállomáshoz az alábbi állomások vannak a legközelebb: 
- Stazione di Calalzo-Pieve di Cadore-Cortina